# Blondel de Nesle

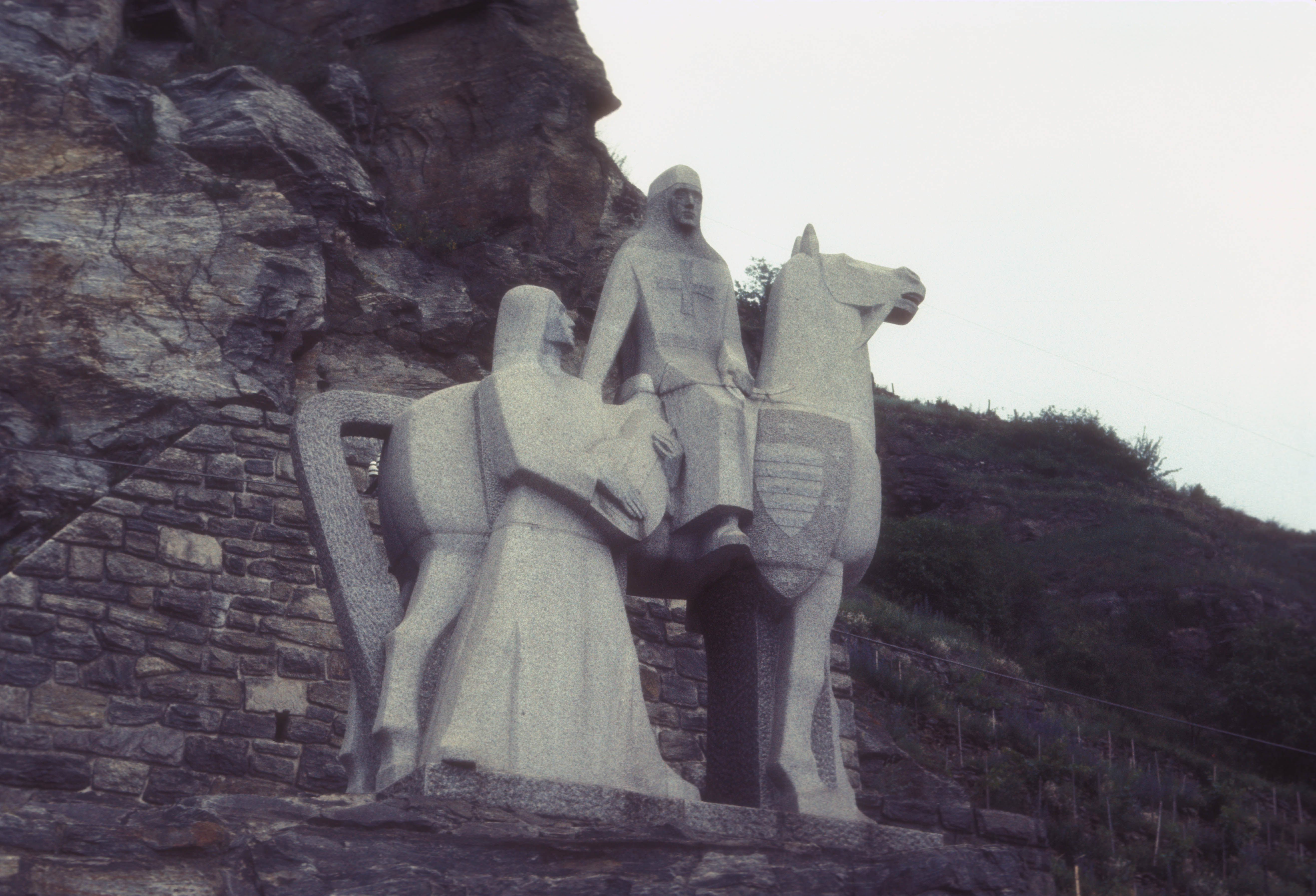
Het standbeeld van Blondel nabij Dürnstein.

Blondel de Nesle (circa 1155 - 1202) was een dichter, trouvère (= Noord-Franse equivalent van de Occitaanse troubadour) en heer in het noorden van Frankrijk. Hij schreef 24 hoffelijke liederen, enkele motetten en andere liederen. Veel meer weten we niet over het leven van Blondel de Nesle, maar er zijn wel enkele legendes en anekdotes bewaard gebleven. Daardoor kunnen we min of meer iets opmaken over zijn levensloop. Hij bindt zich reeds vroeg aan Richard Leeuwenhart (koning van Engeland) en wordt zijn vertrouweling. Hij volgt hem in al zijn expedities en componeert ook liederen voor hem. 
Men haalt Blondel ook als een model van trouw aan: er wordt verteld dat hij na een lange zoektocht de gevangenis ontdekte waar Leopold V van Oostenrijk, hertog van Oostenrijk, de Engelse koning had opgesloten. Deze anekdote heeft aan Michel-Jean Sedaine het onderwerp van zijn opera over Richard geleverd, maar niets is minder oorspronkelijk. 

## Nawerking
Prosper Tarbé heeft in 1862, volgens de manuscripten, 34 liederen van Blondel gepubliceerd. Veel bekende werken zijn niet bewaard gebleven.
De legende van Blondel de Nesle werd pas echt bekend in de 18e eeuw. André Ernest Modeste Grétry baseerde zijn opera Richard Coeur-de-lion (1784) op het verhaal. Het was ook de inspiratie voor Blondel, een musical uit 1983 van Stephen Oliver en Tim Rice.
- Biblioteca Nacional de España: XX1670922
- Bibliothèque nationale de France: cb11892414t (data)
- Gemeinsame Normdatei: 118511815
- International Standard Name Identifier: 0000 0000 8587 4815
- Library of Congress Control Number: n82071458
- MusicBrainz: d76b7ee6-5f5c-400d-8296-b147ec675849
- Nationale bibliotheek van Australië: 65937101
- Nationale Bibliotheek van Israël: 987007258696205171
- Nederlandse Thesaurus van Auteursnamen: 073273481
- Istituto Centrale per il Catalogo Unico: TO0V157568
- LIBRIS: 41591
- Système universitaire de documentation: 026733390
- Virtual International Authority File: 29530486
- WorldCat: E39PBJhMpXRj4fXqth4YkYTCQq